# Cotinga ridgwayi
Cotinga ridgwayi é uma espécie de ave da família Cotingidae.
Pode ser encontrada nos seguintes países: Costa Rica e Panamá.
Os seus habitats naturais são: florestas tropicais húmidas de baixa altitude e plantações.
Está ameaçada por desflorestação.